# ويليام دورانس بيتش (ضابط)
ويليام دورانس بيتش هو ضابط بالجيش الأمريكي خدم برتبة عميد خلال الحرب العالمية الأولى. وُلد ويليام في 18 يونيو عام 1856، وتُوفي في 18 يونيو عام 1932.

## حياته المُبكرة
وُلد ويليام في بروكلين بولاية نيويورك. بعد أن التحق بمدرسة خاصة في نيوجيرسي، ذهب إلى المدارس العامة في نيويورك قبل دخول الأكاديمية العسكرية الأمريكية حيث تخرج في الرتبة الرابعة وعشرين من أصل أربعة وستين طالبًا في عام 1879.

## حياته المهنية
كُلف ويليام بعد التخرج للخدمة في فرقة الخيالة الثالثة للحراسة على الحدود حتى عام 1883. كما شارك في رحلة يوتي في عام 1879. كما شارك في حرب أباتشي من عام 1882 إلى 1883. وعمل من عام 1884 إلى 1888 أستاذًا مساعدا في الأكاديمية العسكرية الأمريكية، وخدمبعد ذلك كان على الحدود المكسيكية مع القوات بين عامي 1891 و1892. وعمل أيضًا مدربًا في مدرسة المشاة والفرسان في فورت ليفنورث بكنساس من 1892 إلى 1898.
كما كان كبير المهندسين الرئيسيين لقسم سلاح الفرسان في الفيلق الخامس في كوبا أثناء الحرب الإسبانية الأمريكية. وخدم في الفلبين في الفترة من عام 1900 إلى عام 1902، وفي الأركان العامة لإدارة الحرب كرئيس لقسم المعلومات العسكرية من 1903 إلى 1906. كما سافر إلى كوبا وأصبح حاكمًا لمقاطعة سانتا كلارا. ومن عام 1910 إلى عام 1912، سافر مرة أخرى إلى الفلبين وأصبح رئيس أركان الجيش الأمريكي بالفلبين.
وفي عام 1916، قاد لواء الفرسان الثامن على الحدود المكسيكية. وأصبح عميدًا في عام 1917 وقاد لواء المشاة 176. كما قاد فرقة المشاة الثامنة والثمانين من مايو إلى سبتمبر 1918. وعند عودته إلى الولايات المتحدة، أصبح المسؤول التنفيذي في معسكر جاكسون بكارولينا الجنوبية حتى تقاعده في عام 1920.
تقاعد ويليام برتبة عقيد، وتمت ترقيته على القائمة المتقاعدة إلى رتبة عميد في عام 1927.

## الجوائز
تلقى ويليام اثنين من وسام النجمة الفضية وميدالية الخدمة المتميزة من الولايات المتحدة. كما حصل على وسام جوقة الشرف من فرنسا.

## الوفاة والإرث
تُوفي ويليام دورانس بيتش عن عمر يناهز ستة وسبعين في 18 يونيو 1932.